# Sassoon David
Sassoon David né le 11 décembre 1849 à Bombay (Inde) et mort le 28 septembre 1926 dans cette même ville, est un homme d'affaires, commerçant et propriétaire d'une usine de textile.
Il fait partie de la communauté des juifs Baghdadi vivant à Bombay du XVIIIe au XXe siècle. En 1906, il est fondateur et directeur de la Bank of India.

## Biographie
Sassoon Jacob David naît le 11 décembre 1849 à Bombay.